# Горчинская (деревня)
Горчинская — деревня в Красноборском районе Архангельской области. Входит в состав Телеговского сельского поселения.

## География
Находится в юго-восточной части Архангельской области на расстоянии приблизительно 5 км на восток-юго-восток по прямой от административного центра района Красноборск на левобережье реки Северная Двина.

## История
Учтена уже только в 1939 в составе Усть-Евдского сельсовета.

## Население
| 2002 | 2010 |
| ---- | ---- |
| 72   | ↘55  |

Численность населения: 72 человека (русские 99 %) в 2002 году, 55 в 2010.